# Marciel
Marciel Silva da Silva, conhecido apenas como Marciel (Porto Alegre, 8 de março de 1995) é um futebolista brasileiro que atua como volante ou lateral esquerdo. Atualmente, joga pelo CSA.

## Carreira

### Início
Marciel começou nas categorias de base do Grêmio com apenas dez anos de idade. Ficou na base até 2012, depois foi para um projeto de jovens do Fragata. A Juventus, clube de futebol italiano interessou-se pelo seu futebol mas acabou indo para outro clube da Itália, o Roma, assinando um empréstimo com o clube na metade de 2012. O empréstimo acabou, como Marciel não tinha um passaporte da União Europeia, teve que voltar para o Brasil onde assinou um contrato de empréstimo com o Corinthians em 2014, sendo campeão sub-20 do paulista nesse ano e também do Campeonato Brasileiro Sub-20. No ano seguinte, conquistou a Copa São Paulo de Futebol Júnior de 2015 e foi escolhido como melhor jogador da competição.

### Corinthians

#### 2015
Marciel foi comprado por um milhão de reais pelo Corinthians. Em fevereiro de 2015 foi promovido para o profissional após terminar a Copa São Paulo de Futebol Júnior.
Marciel estreou pelo profissional em 27 de junho de 2015 na metade do segundo tempo numa vitória por 2–1 contra o Figueirense na Arena Corinthians. Sua estreia pelo campeonato brasileiro foi contra o Fluminense numa vitória por 2–0 que ele marcou o primeiro gol pelo clube.

### Cruzeiro
Corinthians anunciou empréstimo de uma temporada para o Cruzeiro. O jogador retornará ao clube na temporada de 2017.

### Retorno ao Corinthians
Em  12 de setembro de 2016, o Cruzeiro anunciou o retorno do jogador ao Corinthians. 

#### 2017
Em 18 de janeiro de 2017, entrou no segundo tempo na semi-final do torneio da Florida Cup de 2017, goleando o Vasco da Gama e avançando para a final do torneio. No dia 21 de janeiro jogou a final contra o arquirrival São Paulo. O Corinthians perdeu por 4–3 nas penalidades máximas, após o empate de 0–0 no tempo real, perdendo o título do torneio e levando a vice-liderança. Em 1 de fevereiro, o Corinthians realizou um preparatório contra a Ferroviária para o Campeonato Paulista, Marciel entrou no segundo tempo no lugar de Moisés, para realizações de testes do técnico Fábio Carille. O Corinthians venceu o jogo com gol de Marquinhos Gabriel, aos 49 minutos do segundo tempo.

### Ponte Preta
No dia 29 de dezembro de 2017, Marciel foi emprestado por uma temporada, para a Ponte Preta.

## Estatísticas
Atualizado até 11 de agosto de 2018.

### Clubes
| Clube       | Temporada | Campeonato nacional¹ | Campeonato nacional¹ | Copa nacional | Copa nacional | Competições continentais² | Competições continentais² | Outros torneios³ | Outros torneios³ | Total | Total |
| Clube       | Temporada | Jogos                | Gols                 | Jogos         | Gols          | Jogos                     | Gols                      | Jogos            | Gols             | Jogos | Gols  |
| ----------- | --------- | -------------------- | -------------------- | ------------- | ------------- | ------------------------- | ------------------------- | ---------------- | ---------------- | ----- | ----- |
| Corinthians |           |                      |                      |               |               |                           |                           |                  |                  |       |       |
| 2015        | 4         | 1                    | 0                    | 0             | 0             | 0                         | 1                         | 0                | 5                | 1     |       |
| 2016        | 3         | 0                    | 0                    | 0             | 0             | 0                         | 1                         | 0                | 4                | 0     |       |
| 2017        | 3         | 0                    | 1                    | 0             | 2             | 0                         | 6                         | 0                | 12               | 0     |       |
| Total       | 10        | 1                    | 1                    | 0             | 2             | 0                         | 8                         | 0                | 21               | 1     |       |
| Cruzeiro    | 2016      | 2                    | 0                    | 0             | 0             | —                         | —                         | 3                | 0                | 5     | 0     |
| Cruzeiro    | Total     | 2                    | 0                    | 0             | 0             | —                         | —                         | 3                | 0                | 5     | 0     |
| Ponte Preta | 2018      | 6                    | 0                    | 7             | 0             | —                         | —                         | 10               | 1                | 23    | 1     |
| Ponte Preta | Total     | 6                    | 0                    | 7             | 0             | —                         | —                         | 10               | 1                | 23    | 1     |
| Oeste       | 2018      | 1                    | 0                    | —             | —             | —                         | —                         | —                | —                | 1     | 0     |
| Oeste       | Total     | 1                    | 0                    | —             | —             | —                         | —                         | —                | —                | 1     | 0     |
| Total       | Total     | 19                   | 1                    | 8             | 0             | 2                         | 0                         | 21               | 1                | 50    | 2     |

¹Estão incluídos jogos e gols do Campeonato Brasileiro e Primeira Liga

²Estão incluídos jogos e gols da Copa Libertadores e Copa Sul-Americana

³Estão incluídos jogos e gols pelo Campeonato Paulista, Campeonato Mineiro, Torneios Amistosos e Amistosos

## Títulos
Corinthians
- Campeonato Paulista Sub-20: 2014
- Campeonato Brasileiro Sub-20: 2014
- Copa São Paulo de Futebol Júnior: 2015
- Campeonato Brasileiro: 2015 e 2017
- Campeonato Paulista: 2017

Ponte Preta
- Campeonato Paulista do Interior: 2018

Náutico
- Campeonato Pernambucano: 2021

Remo
- Campeonato Paraense: 2022